# Epsilon Eridani b
Epsilon Eridani b (također HD 22049 b) je egzoplanet na procijenjenoj udaljenosti od 10 svjetlosnih godina, u orbiti zvijezde Epsilon Eridani iz konstelacije Eridan. Plinoviti div udaljen oko 3 AJ od svoje matične zvijezde.